# UMA大戦 ククルとナギ
『UMA大戦ククルとナギ』（ユーマたいせんククルとナギ）は、藤異秀明による日本の漫画作品。講談社『コミックボンボン』2005年1月号から2007年2月号まで連載された。単行本は全5巻。2014年には新装版が全3巻で刊行された。
連載時および単行本では「第一部 完」という形で終わっているが、これは当時アニメ化の打診があったことから、企画が進行した際に再始動を可能とするための措置であった。結局アニメ化の企画はなくなり、新装版では「第一部 完」の記載がなくなっている。そのため、ストーリーは未完となっている。

## あらすじ
那岐光は京都に住む普通の小学生。ある日、宿題の取材のために訪れた倶来寺で宇宙人に狙われる謎の少女「ククル」と出会う。彼女を助けたことでパートナーと認められたナギは力を受け取り、伝説の戦士「焔の君」に変身する。
ククルの持つ究極の力「アカシャ」を巡り、ククルとナギは宇宙人との戦いに挑む。

## 用語
焔の君（ほむらのきみ）
サナート・ククルと共に地球に降り立ったとされる伝説の人物。耳や牙など、イヌ科の獣を連想させる姿で戦う。本来の目的はククルの暴走を抑えることだったらしい。初期の主な武器はヴァイパーと呼ばれる鞭とフエマックカノンなるキャノン砲だったが、中盤で勾玉を手に入れてからは巨大な槍を撃つボウガン（これはイツトリに破壊されてしまい、それからは使用していない）、そしてミクトランの剣を駆使するようになる。
倶来寺（くくるでら）
650万年前、ククルと「焔の君」が降り立ったという伝説のある寺。倶来山山中にある。ククルが発掘された場所であり、ナギとククルが出会った場所でもある。地下にはふたりが作った古都シャンバラがある。
アカシャ
「花の戦争」の優勝者に渡される究極の力らしいが、結局劇中ではどのようなものか明かされなかった。宇宙をもうひとつ創ってしまうほどの力があるらしい。現在の保持者はククルだが、一部はナギに分け与えられている。発動すると巨大な椿に似た花が保持者の背中から顕現する。
花の戦争
金星の豹の戦士達によるアカシャを賭けての凄惨な戦い。前回（650万年前）はククルの優勝に終わった。
豹の戦士
金星人の戦士。敗れると肉体は花弁と髑髏の飾りを残して消滅する。劇中では前半はエイリアンタイプ、後半はヒューマノイドタイプが登場したが、どういう関係と境界であるかは不明。ただし、戦死してもイツトリのように復活するパターンもあるらしい。
下級戦士
金星人の階級の一つ。これに属していたチャルッチは「ムシ扱いされてきた」と語る。
ミクトランの剣
勾玉から引き出された焔の君の武器。死者の骨を固めて作られたとされ、過去の戦いでの死者の怨念が込められており、心に隙があるとたちまち引きずり込まれてしまうと言う恐ろしい剣。生血を浴びることで戦いの記憶が呼び覚まされ、刀身は輝き、切れ味が増す。ナギのものは彼の成長に合わせて剣身が変化している。
ヤオツィン曰く「ミクトランに分け行った者しか手に出来ない」と言われ、彼は「ミクトランの剣ダブルホーン」と呼ばれる二振りのものを所有している。

## 登場キャラクター

### 主人公たち
那岐光（なぎ ひかる）
本編の主人公。京都市に住む小学5年生。作中では「ナギ」と表記される。幼い頃に両親を事故で失っているため、今は養子となっている。UMAなどのオカルトものが好きで平凡な少年だったが、ククルに出会い「焔の君」の力を得る。以来京都の、果ては地球の命運を賭けた戦いに挑むこととなる。戦いの中で次第に成長を重ね、アカシャの力と相まってやがて最強の戦士となった。初期では純朴さが際立っていたが、戦いが激しくなるに連れて攻撃的な言動が増加し、敵を一切の容赦なく殺害していく。
サナート・ククル
本編のヒロイン。彼女のフキダシは二重直線で統一されている。前回の「花の戦争」に優勝し、究極の力「アカシャ」を手に入れた金星人。650万年前、その力で金星を壊滅させ、恋人のショロトルと共に地球にやって来た。戸塚博士によれば、原始の人間に進化への道筋を与えたと言われる。その後、ショロトルによって封印され長い時間を過ごすが、10年前に「ハレ」によって発掘される。以来「ハレ」に拘束され様々な実験を受けていたが、暴走事故を繰り返し、宇宙へ廃棄されそうになるもその時に起こったハレと宇宙人との抗争に巻き込まれ地球に舞い戻ったところをナギによって解放された。普段の性格は大人しく他者を思いやる優しい心も持ち合わせるが、最初の頃はまだその情緒は不安定気味であった。しかし、ナギや彼の友達との交流を重ね、やがて“日常を守る戦い”として金星人の軍団に立ち向かっていくことを決意する。
650万年前は、10代後半の容姿で、黒髪と橙色の目を有していた。現代では、長年の封印による影響か、11、12歳ぐらいの容姿で、紺色の髪と紅色の目に変化している。
安斎一（通称は「アンジー」）、三浦、篠岡
ナギの友人達。彼の事情を知り、共にククルを守るために「ククル防衛隊」というグループを組んで活動する。一番目立っているアンジーは猪突的な熱血漢。そばかす顔の三浦はやや大人しいアンジーの弟分。メガネを掛けた篠岡はクールな頭脳派。終盤で「ハレ」に協力し、アンジーと三浦は機動兵器「イエティ」の操縦、篠岡はアナライズを担当する。

### 金星人
「アカシャ」を狙い、地球侵略を企む宇宙人。王政制度で束ねられており、漢字の“王”という文字を横にしたような紋章を掲げている。形態はいわゆるヒューマノイド種族（一部には獣人のような個体も居る）がほとんどで、耳が尖っているのが特徴。ウェーウェー政権の頃は太陽系全土にまで版図を広げていたが、650万年前に本土たる金星の半分が廃墟と化し、それ以降の情勢は不明。テスカ曰く「力こそ全て」という価値観が根強いらしく、そのためか作中に登場した金星人は気性が荒い者が多い。地球を遥かに超える高い科学力を持つが、建造物はほとんど石造りのものが主流になっている。
テスカ・トーカーズ
参謀的ポジションに就く男。豹の戦士長でもある。
慇懃かつクールな性格だが、その生い立ちゆえ心に奥底に歪んだ思想を秘めている。首から下はミクトランで自分の半身と引き換えに得た水晶の体になっており、鏡との間に挟んだものを吸い込むことが出来る。実は前金星王の息子（つまり王子様）だったが、ククルのせいで金星は壊滅。王家も滅び、どん底の少年時代を過ごす。だがククルと、ドサクサで王座を奪ったウィツィーロへいつか復讐することを心の支えに戦士長まで登りつめた執念の男であり、アカシャの力を確保し、これを利用して金星を地球もろとも滅ぼそうとした。覚醒したナギとククルに追い詰められるも、ついには豹の戦士の亡骸を取り込み自らも戦士化して両者と激しい戦闘を繰り広げる。しかし最期はナギに敗北し、ショロトルの辞世の句をナギに伝えた直後に事切れる。宇賀神には、自分と相通じるものを感じたのか、一度は相棒へと勧誘した。
ヤーヤ・トーカーズ
今回の「花の戦争」の審判人。テスカの妹。
ゴスロリ服のような衣装を着込み、子供っぽい無邪気かつ残忍な性格とどこか大人びた性格を併せ持つ。豹の戦士ではないが、鏡やチェーンソーの仕込まれた「ウォーソード」と呼ばれる剣を操り、高い戦闘能力を持つ。本人の談では一度死亡しており、今の自分は「兄が持ち帰ったミクトランの力で動く人形」らしい。ナギの語る「愛」というものに興味を持ち、彼女なりに色々考えているようで、自分と同様“誰かのために戦う”アンジーを敢えて生かしている。最終的には兄の亡き骸に寄り添いながら、崩壊する要塞に一人残った。
作者のコメントによれば彼女もまた「ヒロイン」であるそうだ。
カフア
テスカの部下の科学者で、幼い少女のような姿をしている。主に宇宙船の制御やアカシャの管理研究も担っている。かつて金星人に滅ぼされた星の出身だが、テスカには拾ってくれた恩を感じている。また、ウィツィーロに恨みを持つ者同士、という縁もある。
捕らえられたククルをカプセルに閉じ込め、彼女を地球破壊用の爆弾にしようとしたが、ククル復活の余波によるUFOの破壊に巻き込まれて重傷を負い、最後にテスカへの感謝の言葉を呟きながら死亡した。
 ??（名称不明）
第一話に登場した宇宙人。「ミョミョミョミョ…」という奇妙な声で唸る。ナギ達の初戦の相手で、戦いに不慣れなナギを苦しめるも、最後は二人の連携攻撃を受けて撃破された。
トマトマン
ナギの自宅を襲撃した小型宇宙人。もの凄い数の群れで行動する。体内に可燃性ガスを溜め込んでおり、腕の発火砲で自爆するのが主な戦法。何度かアメリカ軍が捕獲したことがあるらしい。
 ???（名称不明）
トマトマンを指揮していた巨大宇宙人。豹の戦士であるらしい。一度はナギを体内に封じ込めることに成功し、今度はククルの身柄も狙うが、直後に彼の脱出を許してしまい、最後はナギが発動した巨大ボウガンの攻撃で倒された。カフアに寄れば地下都市シャンバラの調査も目的だったらしい。これ以降にエイリアンタイプの金星人は出て来ない。
イツトリ
上級豹の戦士でハードパンチャー。前回の「花の戦争」でククルに敗れ、リベンジを誓っている。カニのような姿に変身し、黒曜石の爪「テクパトル」であらゆるものを切り裂く。水中戦の方が得意らしい。その切れ味鋭いハサミと素早い攻撃でナギを圧倒するも、ナギの機転によりフエマックカノンで発生させた水の刃を受けて倒された。
チャルッチ
上級豹の戦士で舞踏士。物腰柔らかいが嫌味でナルシスティックな男。もとは下級戦士の生まれ。鳥の姿への変身能力を身に着けており、主な武器は羽根を矢のように飛ばす「殲滅の翼」だが、さらにその影から別人格とでも言うべき「闇」が現れあらゆるものを呑み込む。下級戦士の生まれゆえ冷遇されてきた彼は、そうして力を増して、のし上がってきた。ナギをその闇に取り込もうとするも、ナギがミクトランの剣を発動させたことでその闇を打ち払われて形成を逆転されて倒された。
ヨアルリ
幻術を使う上級豹の戦士。最初は筋骨隆々の大男のような姿で現れたがこれは幻影で、その正体は小柄で太った醜男。幻覚性の霧を発して相手の死の記憶を呼び出し、ナギを発狂寸前にまで苦しめたが、最後は意思を取り戻したナギによって本体は倒された。
ネサフィール
2つの鉄球を武器にする上級豹の戦士。アメフト選手のようなスタイルをし何故か顔に漢字の“死”の タトゥーが彫ってある。UFO内の闘技場にてナギと戦うが、ナギの戦法で鉄球の一つを破壊され、その隙を突かれて撃破される。
テーポ
「マシンガンテーポ」。珍しい女性の上級豹の戦士。一人称は「俺」。各指から1発ずつ計10発の弾丸を撃つ。弾丸はバズーカ並みの威力を持ち、10秒後に再装填される。機転を利かせ、一度はナギを仕留めるが、直後に真の豹の戦士として覚醒、復活したナギによって瞬殺された。
なお、現代では腕時計を常用しているが、第四巻カバー下にある4コマによると、650万年前は小型砂時計を用いていたらしい。
ヤオツィン
最後にして最強の豹の戦士。元気いっぱいな少年で、戦いを心の底から楽しんでいる。幼い頃、高すぎる潜在能力ゆえにそれを恐れた者によってミクトランに繋がれていたが、テスカに解放され豹の戦士となった。以前にもミクトランから無傷で帰還したショロトルを目撃し、それ以降彼に憧れ続けている。ミクトランの剣を二刀で操り、ナギと宇宙空間へ飛び出すほどの壮絶な決戦を繰り広げたが、最後には地表に叩き落とされた後、崩れたビルの下敷きになって死亡した。
ウィツィーロ
現在の金星王。金星壊滅のドサクサに乗じて王の座についた下劣な男。地球で「花の戦争」をすることをテスカに命じる。王座についたばかりの650万年前は中年男性ぐらいの外見だったが、現在は白髪を生やした老人の外見をしている。最終回で円盤の大群とククルによく似た顔の少女達を率い、地球に迫ってきた。
ショロトル
かつてのククルの恋人にして、先代「焔の君」。「剣聖」と讃えられ、ミクトランの死者の念さえも己のものとするほどの高潔な戦士だったが、巨大な力を持て余すククルを制御しきれず、彼女を封印し逃げ去った。その後（物語が開始するずっと前）、身も心もズタボロになった状態でテスカに発見され、首を刎ねられた（テスカにとって彼も故郷の仇であったため）。
ウェーウェー
先代の金星王で、テスカとヤーヤの父親。テスカ曰く、「太陽系全土を支配した、偉大なる王」とのことだが、ククルに言わせれば「欲望の塊のようなヤツ」だったらしい。650万年前、アカシャのことでククルと対立し、金星の半分ごと消し飛ばされた。そのことで金星荒廃の元凶とされ、遺児であるテスカとヤーヤはウィツィーロに庇護された後でも迫害されてきた。

### 特別防衛機関「ハレ」
いわゆる地球防衛隊。埼玉県狭山市に本部がある。当初は地球防衛のためなら非道なことも辞さない連中として描かれていたが、終盤ではククルとナギに全面的に協力するようになる。
宇賀神三佐
「ハレ」司令官。軍人の家の出身で、父は21世紀になってなお「偉大な方」と賞されるほどの人物だった。かつて左目を過去に暴走したククルに抉られたため、普段からその左目を前髪で隠している。左目の件からククルと、彼女の伴侶であるナギを敵視していた。また、日和見体質を振りかざし、自分を蔑ろにする自衛隊上層部も苦々しく感じていた。それ故、テスカの誘惑に乗って彼と手を組もうとしたが、ナギの戦いを見て「守る者」としての誇りと志を取り戻す。以後、アンジーたちと協力してククルとナギをサポートした。
戸塚博士
「ハレ」科学者。様々な機動兵器の開発を行う。宇賀神とは対照的に、穏便に事を収めようとする。
おっちゃん（仮称）
ハレ所属の軍人。以前は傭兵をやっておりアンジーに生き残るこそが戦士の本懐と説いた。UFOを護衛するヤーヤを倒すべくモスマごと捨て身の特攻をしたが、アンジーに助けられている。一方で、地形さえも変えるような戦いを繰り広げるナギのを「まるでサタンの降臨」とも形容した。
モスマ
一人乗りの小型機動兵器。マシンガンを武器とする量産機。宇賀神三佐の機体は赤く、角があり、腕が割れて接近戦用のアームが展開する。大型ミサイルを搭載した機体も存在する。
カブーラ
恐竜のような姿をした大型機動兵器。大爪が主な武器。宇賀神が自ら乗り込み、京都市外で暴れ回った。
イエティ
物語終盤に登場した、ククルの勾玉を動力源にした決戦用機動兵器。手に持つ槍には金星の戦士の力が宿っている。甲、乙の2機があり、アンジーと三浦が操縦する。
小型シャトル
ハレがククルを宇宙に廃棄するため使用した黄金色の小型シャトル。胴体に自動迎撃機能ミサイルを内蔵している。

### その他
あおい
ナギのクラスメートで、片思いの対象だった少女。苗字は不明。甘いものがすき。宇宙人降臨伝説を信じるナギに理解を示すが、そのナギを嘲笑した東福小一のモテ男（仮称）とデートに興じていた。
「焔の君」の姿で戦うナギを目撃した翌日、彼の自宅に向かう途中でトマトマンに拉致され、ナギ共々巨大な豹の戦士の口内に閉じ込められ、解放されて以降は登場しない。
モテ男（仮称）
ナギのクラスメートで、東福小きっての美少年。本名は不明。宇宙人降臨伝説を自由研究のテーマとして発表したナギを笑いものにする。トマトマンに攫われるあおいを見捨てて逃げ出した。それ以降は登場しない。

## 書籍情報
- 単行本
  1. 2005年10月6日発売 ISBN 4-06-332035-9
  2. 2006年3月6日発売 ISBN 4-06-332044-8
  3. 2006年7月6日発売 ISBN 4-06-332053-7
  4. 2006年10月6日発売 ISBN 4-06-332056-1
  5. 2007年3月6日発売 ISBN 978-4-06-332071-8
- 新装版
  1. 2014年9月22日発売[2] ISBN 978-4-06-377064-3
  2. 2014年10月23日発売[3] ISBN 978-4-06-377081-0
  3. 2014年11月21日発売[4] ISBN 978-4-06-377089-6